# Rodna ideologija
Rodna ideologija, rodna teorija ili dženderizam (njem. Genderismus, tal. genderismo, španj. generismo) izrazi su kojima članovi antirodnoga pokreta označuju pobornike najnovijeg oblika feminizma (feminizam trećeg vala) i zajednicu aktivista LGBTQ-a. 
Feministi i LGBT aktivisti dosljedno odbijaju prihvatiti govor o rodnoj ideologiji i naziv dženderisti te sebe radije nazivaju feministima i LGBT aktivistima.
Općenito se kao mislioca na čiju se filozofsku misao nadovezuje dženderizam spominje Judith Butler, koja u svojoj knjizi Gender Trouble: Feminism and the Subversion of Identity iz 1990. godine predlaže lezbijski način života kao način razgradnje postojećega koncepta ženstvenosti kako bi se razriješio stoljetni odnos podčinjenosti žene muškarcu. Lezbijstvo je, prema Judith Butler, samo jedan od načina postizanja važnijeg cilja: razbijanjem proizvoljnih koncepcija o spolu, u koje je zapravo zaodjenut odnos moći i eksploatacije, može se srušiti cjelokupni sustav nejednakosti i eksploatacije među ljudima. Na temelju takvih ideja u narednim desetljećima razrađene su strategije pristupa javnosti te osobito djeci i mladima. Judith Butler u novije vrijeme procjenjuje da borba za promjenu rodnih paradigmi napreduje, ali se suočava s reakcionarnim političkim snagama koje borbu za promjene na polju rodnih identiteta okrivljuju za razne društvene nevolje poput ekonomskih tegoba pod neoliberalnim režimima i problema s međunarodnim migracijama.
Na engleskom govornom području, gdje je termin gender ideology izvorno označavao u znanstvenom diskursu zauzeto značenje "gledišta o odnosima spolova", i usprkos nastojanjima da se proskribira korištenje tog naziva na način kako su 1990-ih godina bili predložili katolički teolozi u Vatikanu, u novije se vrijeme termin "rodna ideologija" u Velikoj Britaniji, SAD i drugdje koristi (i) sa značenjem uobičajenim u drugim europskim jezicima.

## Hrvatska
Nakon što je Vlada Republike Hrvatske 2018. godine pokrenula postupak ratifikacije Istanbulske konvencije o sprječavanju i borbi protiv nasilja nad ženama i nasilja u obitelji, suočio se taj prijedlog Vlade s javnim protivljenjem Hrvatske biskupske konferencije koja smatrala da se ratifikacijom Istanbulske konvencije potiho, nedovoljno objašnjenim pojmovima, na mala vrata uvodi rodna ideologija u naše društvo. Konvencija, naime, na prikriven način uvodi novo poimanje ljudske spolnosti koje zadire u sam ustroj osobe.
Vlada RH dana 22. ožujka 2018. godine objavila je tekst posebne Interpretativne izjave koju je Hrvatska potom priopćila prigodom polaganja isprave o ratifikaciji, a gdje se navodi da RH smatra da odredbe Konvencije ne sadrže obveze uvođenja rodne ideologije u hrvatski pravni i obrazovni sustav.

## Svijet
U Australiji su školske vlasti Novoga Južnog Walesa 2017. godine zabranile da se djecu u školama podučava nekim teorijskim konceptima razvijenim pri rodnim studijima (zbog, kako je navedeno, njihove dubiozne utemeljenosti): tako se ne smije podučavati da je rod društveni konstrukt, da seksualnost nije dvojaka i da je promjenjiva. Australski mediji tim povodom izvještavali su da je u školama zabranjena gender theory.
U Sjedinjenim Američkim Državama su 2021. godine slična ograničenja uvedena u saveznoj državi Texasu gdje se zabranilo podučavati da je pojedinac, zbog svoje rase ili spola, u sebi rasist, seksist ili tlačitelj, bilo svjesno bilo nesvjesno. U saveznoj državi Floridi je 2022. god. donijet zakon kojim se brani podučavati učenike o rodnom identitetu i seksualnoj orijentaciji; povodom tog zakona tamošnji guverner Ron de Santis iznosi svoje stajalište: "Rodnoj ideologiji nema mjesta u školskom sistemu za prvih 12 godina školovanja... Pogrešno je da nastavnik kaže učeniku da se možda rodio u pogrešnom tijelu ili da je njihov rod izbor i mi to ne smijemo dopuštati u Floridi." U siječnju 2025. godine donosi predsjednik SAD-a Donald Trump uredbu ("Executive Order") "O obrani žena od rodne ideologije, ekstremizma i obnovi biološke istine pri saveznim vlastima ("Defending Women from Gender Ideology, Extremism and Restoring Biological Truth to the Federal Government"), u kojoj se iznosi definiranje prema kojemu rodna ideologija "zamjenjuje biološku kategoriju spola s jednim trajno promjenjivim koncept samoodređenog rodnog identiteta, dopuštajući lažnu tvrdnju da se muškarci mogu identificirati i slijedom toga postati ženama i obrnuto, i tražeći od svih ustanova društva da prihvate taj neistiniti zahtjev kao istinu. Rodna ideologija uključuje ideju da postoji široki spektar rodova koji nisu povezani sa spolom pojedinca. Rodna ideologija je nekonzistentna, na način da umanjuje značaj spola kao odredive ili korisne kategorije, ali istodobno smatra da je moguće da osoba bude rođena u tijelu pogrešnog spola."(Sec 2.f) U daljnjem tekstu ta uredba propisuje: "Državna tijela će ukloniti sve izjave, upute, pravilnike, formulare, komunikacije, te druge poruke namijenjene internoj ili vanjskoj komunikaciji  koje u sebi promoviraju ili na drugi način uključuju rodnu ideologiju, te će prestati izdavati takve izjave, upute, pravilnike, formulare, komunikacije i druge poruke. Formulari državnih tijela u kojima se zahtijeva da bude naznačen spol sadržavati će popis koji se sastoji od ženskog i muškog, te se neće tražiti iskaz o rodnom identitetu. Državna tijela će poduzeti korake koji su neophodni, a dopušteni su zakonom, da se obustavi financiranje rodne ideologije iz saveznih sredstava."(Sec. 3.e) U dijelu američkog društva je taj propis dočekan s negodovanjem, a u drugom dijelu društva s odobravanjem.
2024. god. je Kulturno vijeće Donjeg doma Talijanskog parlamenta je donijelo rezoluciju kojom obvezuje Vladu da onemogući širenje "rodne ideologije" među mladima.